# Oskisk
Oskisk er et uddødt indoeuropæisk sprog fra det sydlige Italien. Sproget er i den oskiske- umbriske eller sabelske gren af de italiske sprog. Oskisk er derfor en nær slægtning til umbrisk.
Oskisk blev snakket af en række stammer, herunder samnitterne, Aurunci (Ausones) og Sidicini. De to sidstnævnte stammer blev ofte grupperet under navnet "Oskere". Den oskiske gruppe er en del af den pskiske-umbriske eller sabelske familie og omfatter det oskiske sprog og tre varianter (hernicansk, marrucinsk og paelignisk), kun kendt fra inskriptioner efterladt af Hernici, Marrucini og Paeligni, som var mindre stammer i det østlige/centrale Italien. Alfabetet var en tilpasning af det etruskiske alfabet, og blev brugt til at skrive oskisk i Campania og de omkringliggende områder fra det 5. århundrede f.Kr. indtil muligvis det 1 århundrede e.Kr.

## Historie
Oskisk kendes fra inskriptioner, der går så langt tilbage som det 5. århundrede f.Kr. De vigtigste oskiske inskriptioner er fra Tabula Bantina, den oskiske tavle eller Tabula Osca, og Cippus Abellanus. I Apulien er der beviser for, at valutaer fra antikken blev indskrevet med oskisk skrifttegn (dateret til før 300 f.Kr.) på Teanum Apulum. Oskisk graffiti på Pompejis vægge indikerer, at sproget eksisterede, i mindst ét bymiljø, langt ind i 1. århundrede e.Kr. I alt var der i 2017 fundet 800 oskisk-tekster.
I kystzonerne i det sydlige Italien menes oskisk at have overlevet tre århundreder i det to-sproget miljø sammen med græsk mellem 400 og 100 f.Kr. Dette er "et usædvanligt tilfælde af stabil samfundsmæssig tosprogethed", hvor ingen af sprogene blev dominerende eller forårsagede den andens død; Men i løbet af den romerske periode ville både oskisk og græsk gradvist blive udfaset fra det sydlige Italien. Brugen af oskisk faldt efter forbundsfællekrigen. Graffiti i byer på tværs af oskisk-talende område indikerer, at sproget forblev brugt til dagligdags brug. Et bevis, der understøtter den daglige brug af sproget, er tilstedeværelsen af oskisk graffiti på Pompejis vægge, der blev rekonstrueret efter jordskælvet i 62 e.Kr., som derfor må være skrevet mellem 62 og 79 e.Kr. Andre forskere hævder, at dette ikke er stærke beviser for, at det oskiske sprog overlevede i området, idet oskisk forsvandt fra offentlige inskriptioner efter romersk kolonisering. Det er muligt, at begge sprog eksisterede samtidigt under forskellige forhold, hvor latin fik politisk, religiøs og administrativ betydning, mens oskisk blev betragtet som et "lavere" sprog.